# آرمان توماسیان
آرمان کارنی توماسیان ( روسی: Арман Каренович Товмасян؛ زادهٔ ۲۵ سپتامبر ۱۹۹۰) بازیکن فوتبال در پست مهاجم ارمنی‌تبار اهل روسیه است.

## باشگاهی
از باشگاه‌هایی که در آن بازی کرده‌است می‌توان به باشگاه فوتبال ریازان اشاره کرد.